# Borboniella
Borboniella is een geslacht van vlinders van de familie bladrollers (Tortricidae).

## Soorten
- B. allomorpha (Meyrick, 1922)
- B. bifracta Diakonoff, 1957
- B. conflatilis Diakonoff, 1977
- B. cubophora Diakonoff, 1957
- B. chrysorrhoea Diakonoff, 1957
- B. discruciata (Meyrick, 1930)
- B. gigantella Guillermet, 2004
- B. leucaspis Diakonoff, 1957
- B. marmaromorpha Diakonoff, 1957
- B. montana Diakonoff, 1957
- B. octops Diakonoff, 1957
- B. pelecys Diakonoff, 1957
- B. rosacea Diakonoff, 1960
- B. spudaea Diakonoff, 1957
- B. viettei Diakonoff, 1957
- B. vulpicolor Diakonoff, 1957